# Чернігівська обласна психоневрологічна лікарня
Комунальний лікувально-профілактичний заклад «Чернігівська обласна психоневрологічна лікарня» — психіатричний заклад Чернігівської області. Підпорядкована Чернігівському управлінню охорони здоров'я Чернігівської обласної державної адміністрації. Територіально лікарня розміщена у 2 місцях — у Чернігові на вулиці Мазепи 3 і біля села Халявин (4 км Гомельського шосе). На території лікарні біля Халявина, де розміщується більша частина пацієнтів (780 ліжок), також розташовані: каплиця, відділення банку, аптека і магазин.

## Підрозділи
- Є 2 комплекси-в місті Чернігові ( № 1 , де в : німецько-радянську війну вбили деяку кількість психічно-хворих пацієнтів та медичний персонал!Там є і відповідний пам'ятник жертвам цього ж,так би мовити,інциденту під назвою- Програма умертвіння Т-4 [3] ) та під  селом Халявином ( № 2 , де були недалеко військові дії на початку 2022 року із-за російського вторгнення в Україну а також внаслідок- битви за Чернігів ,яка і була частиною цього ж вторгнення [4] )
- Управління
- Адміністративний, господарсько-обслуговувальний персонал
- Відділ фінансового забезпечення
- Господарсько-обслуговувальний персонал
- Водії
- Кухня
- Відділення № 01 (гострих психіатричних розладів)[5]
- Відділення № 02 (стаціонарної реабілітації психічних хворих)
- Відділення № 03 (лікування психічно хворих з порушеними соціальними зв'язками.Левоньківська психіатрична лікарня на 80 ліжок.Вже закрите)
- Відділення № 04 (?.Мабуть допомога похилим людям-с порушеною психікою

.Також вже закрите)
- Відділення № 05 (стаціонарної реабілітації психічних хворих)
- Відділення № 06 (гострих психіатричних розладів)
- Відділення № 07 (стаціонарної наркологічної допомоги)
- Відділення № 08 (інфекційної патології для лікування психічно хворих)
- Відділення № 09 (стаціонарної реабілітації психічних хворих)
- Відділення № 10 (стаціонарної реабілітації психічних хворих)
- Відділення № 11 (інфекційної патології для лікування психічно хворих)
- Відділення № 12 (надання допомоги психічно хворим похилого віку)
- Відділення № 13 (стаціонарної наркологічної допомоги.Вже закрите)

Підрозділи даної структури при цій лікарні:
- Відділення № 14 Психіатричне, дитяче-підліткове на 15 ліжок а також Відділення № 15 Психіатричне ( Центр лікування психосоматичних розладів, неврозів, прикордонних та кризових станів та порушень психічного розвитку (дитячо-підлітковий та лікування ПТСР) ) на 55 ліжок, змішане, в т.ч. 5 ліжок ІВВВ
- Відділення № 16 (надання допомоги психічно хворим похилого віку)
- Відділення № 17 (?.Також вже закрите)
- Відділення № 18 ( примусового лікування ),але його-реструктуризовано [6] .
- Відділення № 19 (стаціонарної наркологічної допомоги)
- Відділення № 20 (блок інтенсивної терапії)[5]
- Загально-лікарняний персонал
- Диспансерне відділення
- Приймальне відділення
- Фізіотерапевтичне відділення
- Рентгенкабінет
- Клінічна лабораторія
- Бактеріологічний відділ клініко-діагностичної лабораторії
- Організаційно-методичний консультативний відділ
- Стомат-кабінет
- Судово-психіатрична експертна комісія
- Денний стаціонар
- Лікарі-інтерни
- Лікувально-діагностичне відділення
- Госпіс[1]
- Кабінет проведення обов'язкових попередніх та періодичних психіатричних медичних оглядів.[7]

До Чернігівської обласної психоневрологічної лікарні були приєднані Валківська психіатрична лікарня на 60 ліжок:
село Валки Прилуцького району Чернігівської області , держава Україна ).
Левоньківська психіатрична лікарня на 80 ліжок ( село Левоньки Чернігівського району Чернігівської області України ).
Чернігівський обласний наркологічний диспансер .
Ніжинський обласний наркологічний диспансер.
Прилуцький обласний наркологічний диспансер.
Потужність стаціонарних відділень до 01.04.2020 року становила 870 ліжок.
Спеціалізована медична допомога надавалась за 8 юридичними адресами.
З початком другого етапу реформування в зв’язку з не відповідністю вимогам НСЗУ залишилось 4 юридичні адреси. Закриті відділення:
Відділення №3  ( село Левоньки ).
Відділення №4 (село Валки ).
Відділення №13 ( місто Новгород-Сіверський ).
Відділення №17 ( місто Семенівка ).